# Колібрі-жарокрил мексиканський
Колі́брі-жарокри́л мексиканський (Eupherusa eximia) — вид серпокрильцеподібних птахів родини колібрієвих (Trochilidae). Мешкає в Мексиці і Центральній Америці.

## Опис

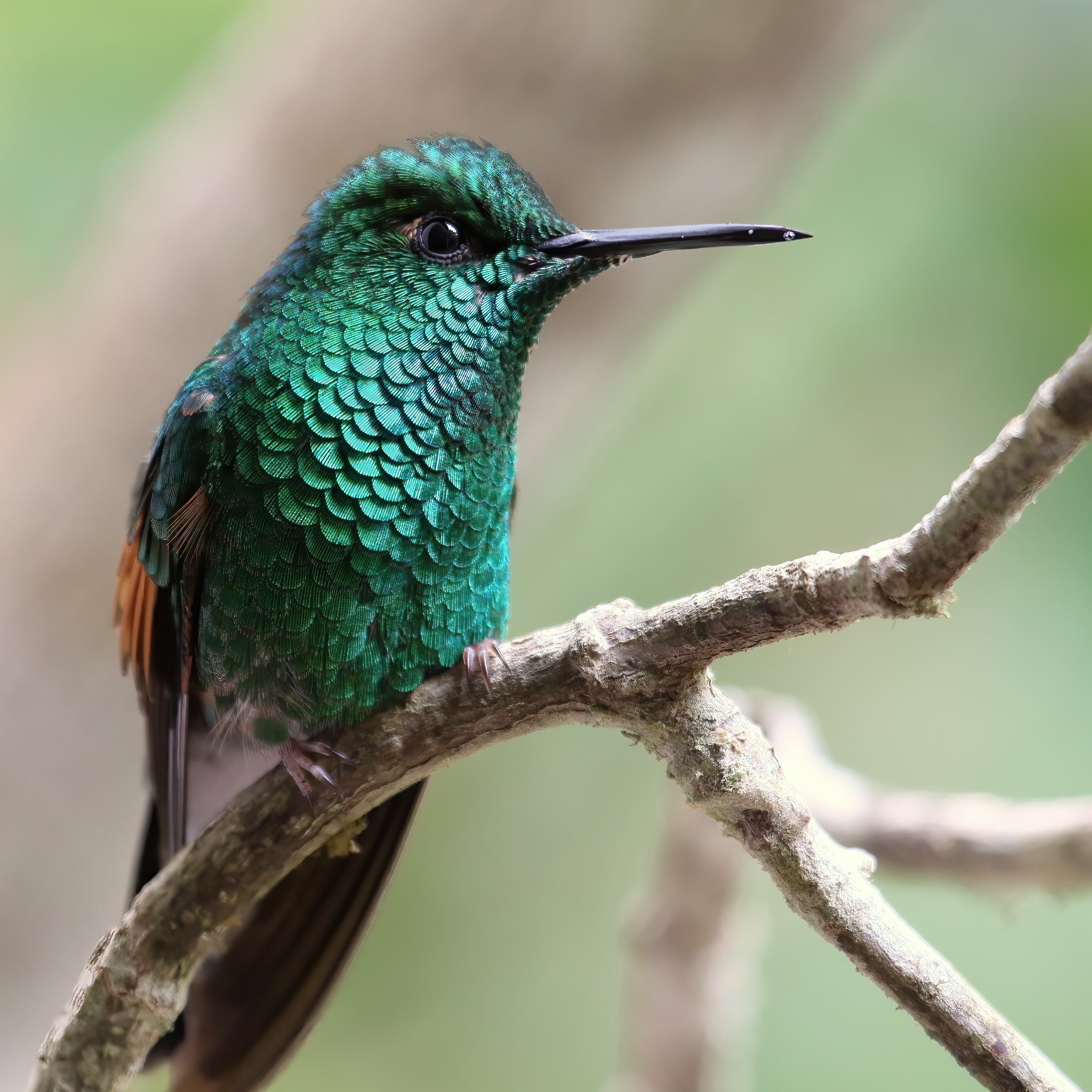
Мексиканський колібрі-жарокрил (Заповідник «Хмарний ліс Монтеверде», Коста-Рика)

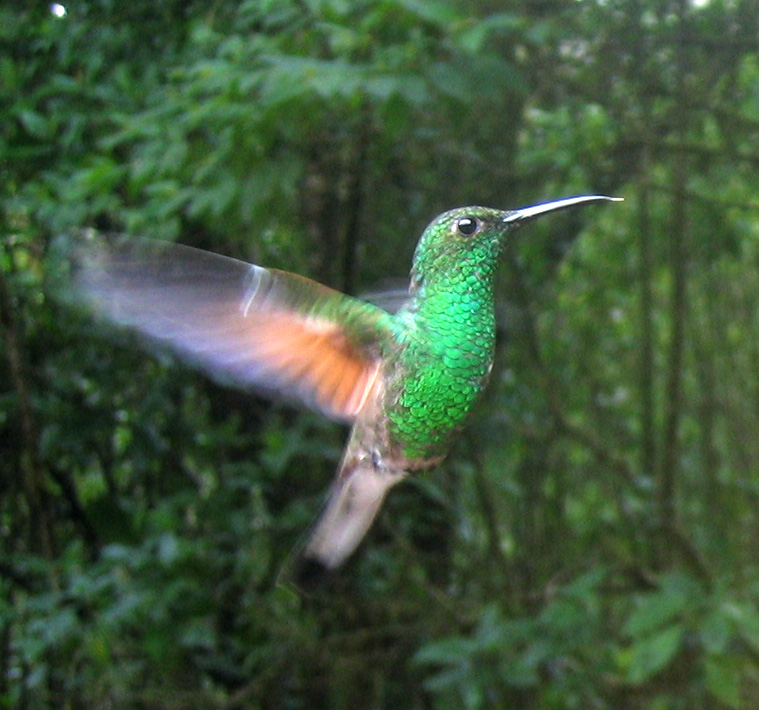
Мексиканський колібрі-жарокрил

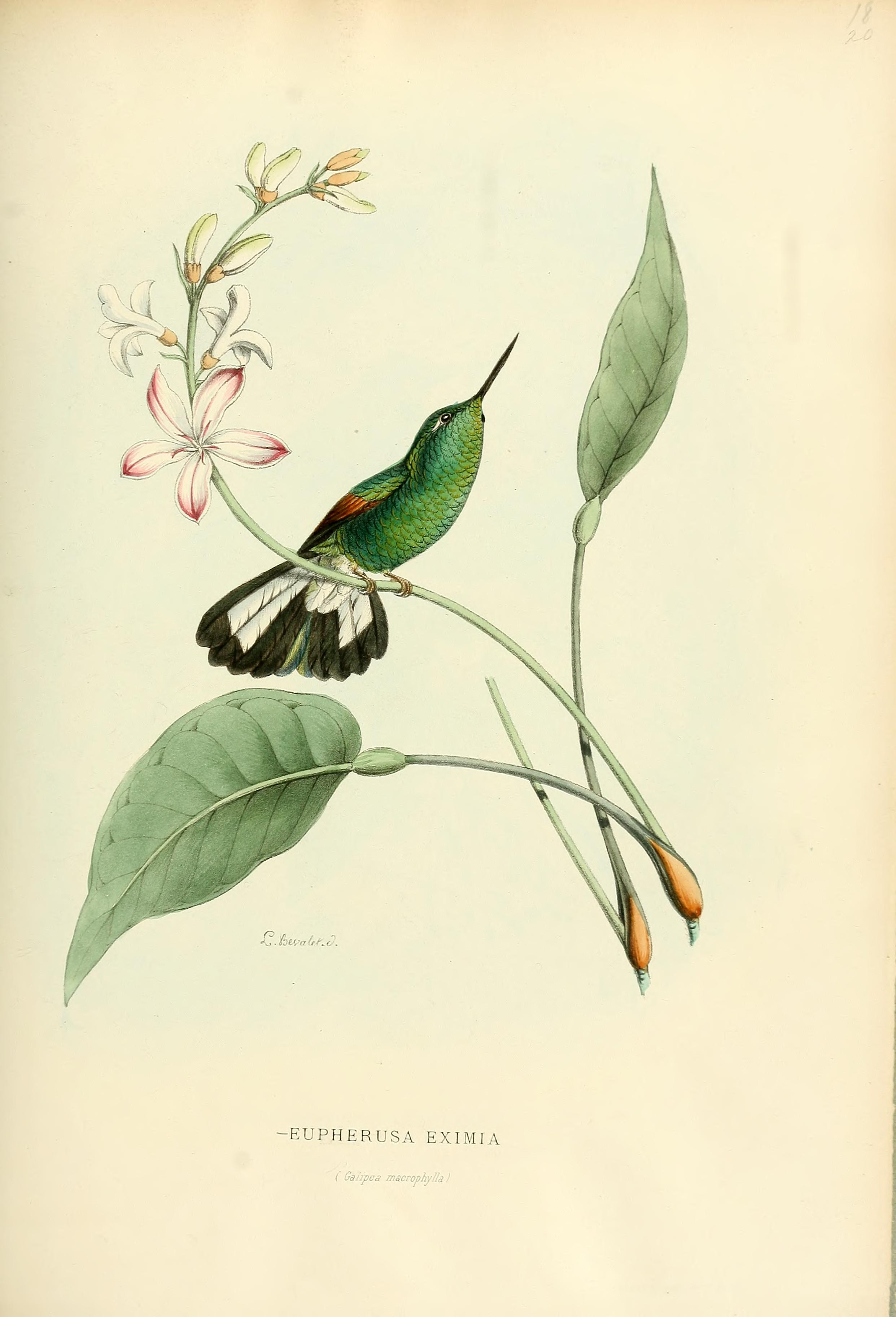
Мексиканський колібрі-жарокрил

Довжина птаха становить 8-11,5 см, вага 4,27 г. У самців верхня частина тіла трав'янисто-зелена, надхвістя має бронзовий відтінок. Другорядні махові пера рудувато-коричневі. три центральна пари стернових пер темно-бронзово-зелені, дві крайні пари стернових пер мають чорні зовнішні опахала і білі з чорними кінчиками внутрішні опахала. Нижня частина тіла яскраво-зелена з металевим відблиском, нижні покривні пера хвоста білі. Дзьоб прямий, чорний, довжиною 18-19 мм. У самиць верхня частина тіла трав'янисто-зелена, шия і нижня частина тіла попелясто-сірі або бурувато-сірі, на боках зелені плями з металевим відблиском. Скроні темні, навколо очей білі кільця. Центральці стернові пера мають чорнуваті кінчики на внутрішніх опахалах.
Самці підвиду E. e. nelsoni є більшими, ніж самці номінативного підвиду, нижня частина тіла у них більш жовтувато-зелена, чорні кінчики крайніх стернових у них більш чіткі. Самці підвиду E. e. egregia є дещо більшими, ніж самці номінативного підвиду, чорні плями на зовнішніх опахалах крайніх стернових пер у них обмежені кінчиками пер. У самиць цього підвиду крайня пара стернових пер повністю біла.

## Підвиди
Виділяють три підвиди:
- E. e. nelsoni Ridgway, 1910 — південний схід Мексики (Веракрус і Оахака);
- E. e. eximia (Delattre, 1843) — від центрального Чіапаса на крайньому сході Мексики до центрального Нікарагуа;
- E. e. egregia Sclater, PL & Salvin, 1868 — Коста-Рика і західна Панама.

## Поширення і екологія
Синьоголові колібрі-жарокрили мешкають в Мексиці, Гватемалі, Белізі, Гондурасі, Нікарагуа, Коста-Риці і Панамі. Вони живуть у вологих вічнозелених гірських лісах, в сосново-дубових і широколистяних лісах, в хмарних лісах і на узліссях. В Мексиці зустрічаються на висоті до 1800 м над рівнем моря, в Гондурасі на висоті від 300 до 1800 м над рівнем моря, в Коста-Риці на висоті від 300 до 2450 м над рівнем моря. 
Синьоголові колібрі-жарокрили живляться нектаром квітучих дерев Inga, квітучих чагарників з родин акантових і маренових і епіфітів з родів Clusia, Besleria, Salvia. Сезон розмноження в Мексиці триває з квітня по серпень, в Коста-Риці з вересня по квітень. Гніздо чашоподібне, робиться з моху і червоних лишайників, розміщується на висоті від 1 до 3 м над землею. В кладці 2 яйця.